# Alison Lowry
Alison Lowry ist eine irische Glaskünstlerin. Sie befasst sich in ihrer Kunst mit gesellschaftlich relevanten Themen, die als unbequem gelten, insbesondere mit sexuellem Missbrauch und Gewalt in der Familie. Sie arbeitet dabei vorwiegend mit dem Medium Glas, verwendet aber auch andere Werkstoffe und arbeitet mit anderen Künstlern und Künstlerinnen zusammen, um andere Kunstformen, wie etwa Videoinstallationen, in Ausstellungen mit einzubeziehen. Alison Lowrys Werke wurden international ausgestellt und sind teilweise in öffentlichen Sammlungen zu sehen.

## Leben und Werk
Ursprünglich im Textilbereich ausgebildet, begann Alison Lowry 2008 mit der künstlerischen Arbeit mit geschmolzenem Glas. Sie studierte Kunst und Design an der University of Ulster und schloss ihr Studium mit einem first class Honours degree ab. Alsion Lowry lebt und arbeitet in Saintfield, County Down, wo sie ein Studio mit dem Namen Schoolhouse Glass besitzt. Neben den großen Werkstücken für Ausstellungen produziert sie kleine Objekte für die häusliche Umgebung und sie unterrichtet in ihrem Studio auch Techniken, mit geschmolzenem Glas zu arbeiten.
2014 hatte Alison Lowry eine Residency im Corning Museum of Glass.
2022 belegte sie mit ihrer in Pâte-de-verre-Technik ausgeführten Skulpturengruppe aus Taufkleid und Babyschuhen den zweiten Platz beim Coburger Glaspreis. Das Kunstwerk kann als Mahnmal für die Zustände in kirchlichen Mutter-Kind-Heimen in ihrem Heimatland Irland verstanden werden. Im selben Jahr wurde anlässlich des 40. Jahrestages des Down County Museums eine von ihr geschaffene Installation in diesem Museum gezeigt, die an das Schicksal der Frauen erinnert, die in einem ehemaligen Gefängnis in Downpatrick inhaftiert waren oder von dort aus in die Strafkolonie in Australien geschickt wurden.

## Ausstellungen (Auswahl)

### Einzelausstellungen
- 2015: A place for everything/Everything in its place, Ebeltoft Glass Museum
- 2019: (A)Dressing Our Hidden Truths, National Museum of Ireland

### Gruppenausstellungen
- 2011: Vessels of Memory, Kilkenny Arts Office
- 2012: Irish Craft Portfolio, Royal Hibernian Academy, Dublin
- 2013: New Glass – Old Skills, Broadfield House Museum
- 2013: Sculpture in Context, Dublin Horticultural Gardens
- 2017: British Glass Biennale, Ruskin Glass Centre, England
  - Portfolio:Critical Selection, National Design and Craft gallery
  - Emerge/Evolve, Bellevue Arts Museum, Seattle
- 2018: Collect Open, Saatchi Gallery
  - Homo Faber, Fondazione Giorgio Cini
- 2019: Beauty and his Beast, European Glass Festival, Polen
- 2020: The United, Pittsburgh Glass Centre
- 2021: Made in Ireland, National Design and Craft gallery
- 2022: A Nation under the Influence: Ireland at 100, Centre Culturel Irlandais, Paris